# Corey Feldman
Corey Scott Feldman (ur. 16 lipca 1971) – amerykański aktor filmowy i telewizyjny.

## Życiorys
Urodził się w Chatsworth w stanie Kalifornia jest synem kelnerki Sheili i muzyka Boba Feldmanów. Jego starsza siostra Mindy występowała w Mickey Mouse Club. Ma także dwóch młodszych braci – Edena i Devina oraz młodszą siostrę Brittnie. Uczęszczał do Stoneridge Preparatory School w Simi Valley w Kalifornii.
W latach osiemdziesiątych był jedną z najpoważniejszych dziecięcych gwiazd Hollywoodu. Zagrał w tak przebojowych filmach, jak Gremliny rozrabiają (1984), Piątek, trzynastego IV: Ostatni rozdział (1984), Piątek, trzynastego V: Nowy początek (1985), Goonies (1985), Straceni chłopcy (1987) czy Spełnione marzenia (1989). Za rolę w tym ostatnim projekcie był nominowany do Young Artist Award i nagrody Saturna.
W 2002 gościł w programie Howarda Sterna i śpiewał „Former Child Actor”.
Spotykał się z Ginger Lynn (1986). W późnych latach osiemdziesiątych głośno było o jego romansie z aktorką Drew Barrymore.
W 2013 w swojej autobiograficznej książce Coreyography: A Memoir (wyd. St. Martin's Press), Corey Feldman przywołuje dramatyczne wydarzenia ze swej filmowej kariery, gdy wraz ze swoim nieżyjącym kolegą Coreyem Haimem byli molestowani seksualnie przez wpływowych ludzi w Hollywood.

## Wybrana filmografia
- 1981: Lis i Pies (The Fox and the Hound) jako młody Copper (głos)
- 1984: Gremliny rozrabiają (Gremlins) jako Pete Fountaine
- 1984: Piątek, trzynastego IV: Ostatni rozdział jako Tommy Jarvis
- 1985: Piątek, trzynastego V: Nowy początek jako młody Tommy Jarvis
- 1985: Goonies jako Clark „Mouth” Devereaux
- 1986: Stań przy mnie (Stand by Me) jako Teddy Duchamps
- 1987: Straceni chłopcy (The Lost Boys) jako Edgar Frog
- 1988: Prawo jazdy (License to Drive) jako Dean
- 1989: Spełnione marzenia (Dream a Little Dream) jako Bobby Keller
- 1989: Na przedmieściach (The Burbs) jako Ricky Butler
- 1990: Wojownicze Żółwie Ninja jako Donatello (głos)
- 1992: Pulpety 4 (Meatballs 4) jako Ricky Wade
- 1993: Strzelając śmiechem (Loaded Weapon 1) jako młody policjant
- 1993: Wojownicze Żółwie Ninja III jako Donatello (głos)
- 1994: Maverick jako przestępca napadający na bank
- 1996: Opowieści z krypty – orgia krwi jako Caleb Verdoux
- 2001: Citizen Toxie: Toxic Avenger IV jako ginekolog Sarah
- 2003: Dickie Roberts: Kiedyś gwiazda w roli samego siebie
- 2004: Władca lalek kontra demoniczne zabawki jako Robert Toulon
- 2004–2006: Super Robot Monkey Team Hyperforce Go! jako Sparx (głos)
- 2015: Rekinado 3 jako Aleksandr

## Dyskografia
- Love Left (1992)
- Still Searching for Soul (1999)
- Former Child Actor (2002)
- Technology Analogy (2010)
- Angelic 2 the Core (2016)